# Inform
Inform — компилируемый объектно-ориентированный язык программирования, во многом похожий на Си и SmallTalk.
Позволяет описывать игру в виде иерархии объектов с определёнными свойствами и атрибутами.
Поддерживается множественное наследование, простое создание новых глагольных фраз (с альтернативными вариантами синтаксиса), замещение или переопределение стандартных.
Близко родственные технологии: Z-code, Glulx, Blorb.

## История
Грэм Нельсон (Graham Nelson) создал язык Inform в 1993 году. Участие также принимали: компания Infocom (оригинальный формат Z-файлов), группа InfoTaskForce (его последующая «расшифровка»), Эндрю Плоткин (Andrew Plotkin) — технологии Glk, Glulx и Blorb. В 2005 году поддержкой и развитием технологии занималась группа, возглавляемая Роджером Фиртом (Roger Firth).
Последняя версия — 7.

## Лицензия
Freeware (распространяется свободно, при условии неизменности. Исходные тексты библиотек, компилятора и большинства интерпретаторов доступны).

## Исходный код
Обычно файлы — с расширение ’.inf’, обрабатываются компилятором Информ, поддерживающим две целевых платформы — Z-code и Glulx.